# العلاقات الباكستانية الجنوب إفريقية
العلاقات الباكستانية الجنوب أفريقية هي العلاقات الثنائية التي تجمع بين باكستان وجنوب أفريقيا.

## مقارنة بين البلدين
هذه مقارنة عامة ومرجعية للدولتين:
| وجه المقارنة                                              | باكستان                     | جنوب أفريقيا |
| --------------------------------------------------------- | --------------------------- | --- |
| المساحة (كم2)                                             | 881.91 ألف                  | 1.22 مليون |
| عدد السكان (نسمة)                                         | 197.02 مليون                | 57.73 مليون |
| الكثافة السكانية (ن./كم²)                                 | 223.4                       | 47.32 |
| العاصمة                                                   | إسلام آباد                  | بريتوريا، بلومفونتين، كيب تاون |
| اللغة الرسمية                                             | لغة إنجليزية، اللغة الأردية | لغة إنجليزية، اللغة الأفريقانية، اللغة النديبلي الجنوبية، اللغة السوثو الشمالية، اللغة السوتية، لغة سوازي، اللغة التسونجا، اللغة التسوانية، اللغة الفيندية، اللغة الكوسية، اللغة الزولوية |
| العملة                                                    | روبية باكستانية             | راند جنوب أفريقي |
| الناتج المحلي الإجمالي (بليون دولار)                      | 304.95 مليار                | 349.42 مليار |
| الناتج المحلي الإجمالي (تعادل القوة الشرائية) بليون دولار | 946.67 مليار                | 725.91 مليار |
| الناتج المحلي الإجمالي الاسمي للفرد دولار أمريكي          | 1.43 ألف                    | 5.72 ألف |
| الناتج المحلي الإجمالي للفرد دولار أمريكي                 | 4.81 ألف                    | 13.05 ألف |
| مؤشر التنمية البشرية                                      | 0.538                       | 0.666 |
| رمز المكالمات الدولي                                      | +92                         | +27 |
| رمز الإنترنت                                              | .pk                         | .za |
| المنطقة الزمنية                                           | ت ع م+05:00                 | ت ع م+02:00، أفريقيا/جوهانسبرغ ‏ |

## منظمات دولية مشتركة
يشترك البلدان في عضوية مجموعة من المنظمات الدولية، منها:
| علم المنظمة | اسم المنظمة                                                | تاريخ انضمام باكستان | تاريخ انضمام جنوب أفريقيا |
| ----------- | ---------------------------------------------------------- | -------------------- | ------------------------- |
|             | يونسكو                                                     | 14 سبتمبر 1949       | 4 نوفمبر 1946             |
|             | وكالة ضمان الاستثمار متعدد الأطراف                         | 12 أبريل 1988        | 10 مارس 1994              |
|             | الأمم المتحدة                                              | 30 سبتمبر 1947       | 7 نوفمبر 1945             |
|             | العملية المشتركة للاتحاد الأفريقي والأمم المتحدة في دارفور | ?                    | ?                         |
|             | دول الكومنولث                                              | ?                    | 11 ديسمبر 1931            |
|             | الفريق المعني برصد الأرض                                   | ?                    | ?                         |
|             | الاتحاد البريدي العالمي                                    | ?                    | ?                         |
|             | البنك الدولي للإنشاء والتعمير                              | 11 يوليو 1950        | 27 ديسمبر 1945            |
|             | المنظمة الهيدروغرافية الدولية                              | ?                    | ?                         |
|             | الاتحاد الدولي للاتصالات                                   | 26 أغسطس 1947        | 1910                      |
|             | منظمة حظر الأسلحة الكيميائية                               | ?                    | ?                         |
|             | مؤسسة التمويل الدولية                                      | 20 يوليو 1956        | 3 أبريل 1957              |
|             | منظمة التجارة العالمية                                     | ?                    | 1995                      |
|             | منظمة الشرطة الجنائية الدولية                              | ?                    | ?                         |

## وصلات خارجية
- موقع وزارة الخارجية الباكستانية
- موقع وزارة الخارجية الجنوب أفريقية